# 火管竹
火管竹（学名：Sinobambusa tootsik var. dentata）为禾本科唐竹属下的一个变种。

## 扩展阅读
- 維基物種上的相關：火管竹